# 마약 및 향정신성물질의 불법거래방지에 관한 국제연합협약
마약 및 향정신성물질의 불법거래방지에 관한 국제연합협약(영어: United Nations Convention Against Illicit Traffic in Narcotic Drugs and Psychotropic Substances)은 현재 시행되고 있는 3대 주요 마약 통제 조약 중 하나이다. 이 협약은 1961년 마약단일협약과 1971년 향정신성물질에 관한 협약을 시행하기 위한 추가적인 법적 메커니즘을 제공한다. 마약 및 향정신성물질의 불법거래방지에 관한 국제연합협약은 1990년 11월 11일에 발효되었다. 2018년 2월 기준으로 협약에 가입한 국가는 190개국이다. 여기에는 193개 유엔 회원국 중 185개국(적도 기니, 키리바시, 팔라우, 파푸아뉴기니, 솔로몬 제도, 소말리아, 남수단, 투발루는 제외) 및 바티칸 시국, 유럽 연합, 쿡 제도, 니우에, 팔레스타인이 포함된다.

## 통제 약물의 전구물질 목록
출처: INCB 레드 리스트 (14판, 2015년 1월)
23개의 물질들의 목록은 EU가 통제하는 약물 전구물질의 목록과 동일하다. 단, EU 카테고리 I에서 입체 이성질체들의 다른 분류 및 포함은 차이가 있다.

### 표 I
- 아세트산무수물
- N-아세틸안트라닐산
- 에페드린
- 에르고메트린
- 에르고타민
- 아이소사프롤
- 리세르그산
- 3,4-메틸렌다이옥시페닐프로판-2-온
- 페닐프로판올아민
- 페닐아세트산
- 페닐아세톤
- 알파-페닐아세토아세토나이트릴 (APAAN)
- 피페로날
- 과망가니즈산 칼륨
- 슈도에페드린
- 사프롤

열거된 물질들의 가능한 염들도 포함된다.

### 표 II
- 아세톤
- 안트라닐산
- 다이에틸 에터
- 염산 (염화 수소)
- 부탄온
- 피페리딘
- 황산
- 톨루엔

열거된 물질들의 가능한 염들도 포함된다.
염산과 황산의 염들은 표 II에서 구체적으로 제외된다.

## 같이 보기
- 마약단일협약 (1961년)
- 향정신성물질에 관한 협약 (1971년)

## 참고 자료
- A Primer on the UN Drug Control Conventions Transnational Institute, 2015.
- Bewley-Taylor, David R. and Fazey, Cindy S. J.: The Mechanics and Dynamics of the UN System for International Drug Control, March 14, 2003.
- McAllister, William B. (2000). 《Drug diplomacy in the twentieth century: an international history》. Routledge. ISBN 978-0-415-17990-4. 2011년 12월 19일에 확인함.